# Aeroflot
Aeroflot (em russo:  Аэрофлот) é uma companhia estatal de aviação russa.

## História

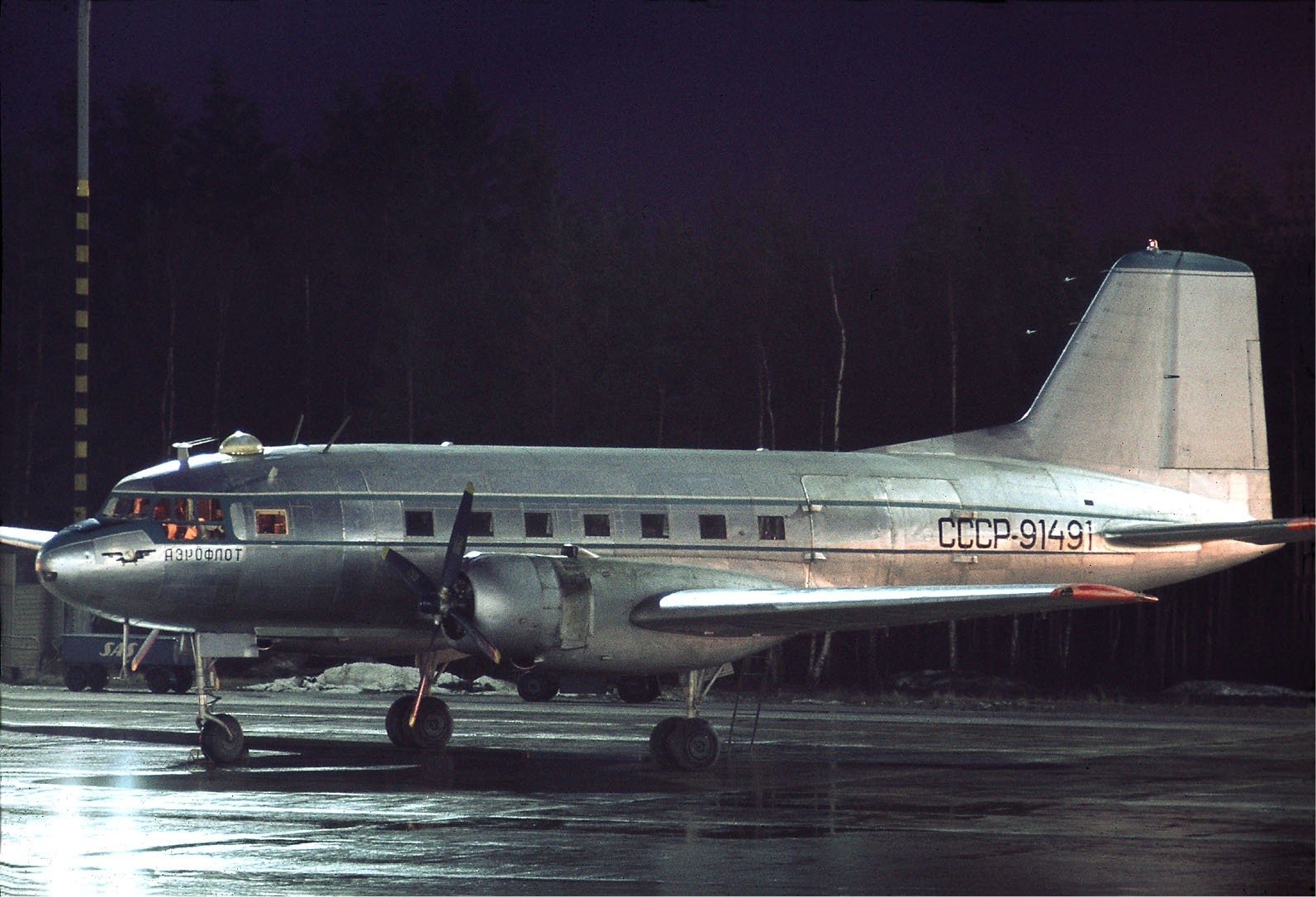
Ilyushin Il-14 da Aeroflot.

A companhia aérea Aeroflot foi fundada em Março de 1923, na altura com a designação Dobrolet, utilizando na época aviões De Havilland, Vickers, Junkers, entre outros. Passados seis anos a empresa fundiu-se com a Dobrolet  e passou a tomar conta de todos os voos internos russos. Finalmente, a 25 de Fevereiro de 1932 adoptou a actual designação de Aeroflot.
Esta companhia passou a ter voos internacionais após a Segunda Guerra Mundial, enquanto a nível interno, na então União Soviética, recorria a aviões que também serviam propósitos militares. A nível de aviões de passageiros a companhia utilizava aeronaves do país, como os Tupolev.
A empresa fazia transporte de passageiros, carga, assim como serviços agrícolas e industriais. Também contribuiu para inúmeras missões científicas, nomeadamente no Ártico e na Antártida.
Em 1956 a Aeroflot apresentou o segundo avião a jato do mundo a entrar em operação comercial, o Tupolev Tu-104, que fazia voos domésticos e internacionais.
Nos finais da década de 50, a companhia soviética pôs em serviço o gigante turbo-hélice Tupolev Tu-114, na altura o maior avião de passageiros do mundo. O avião fazia o trajecto Moscovo-Omsk-Irkutsk e mais tarde permitiu ligações diretas a Tóquio, no Japão, e a Cuba.

### Expansão dos voos internacionais

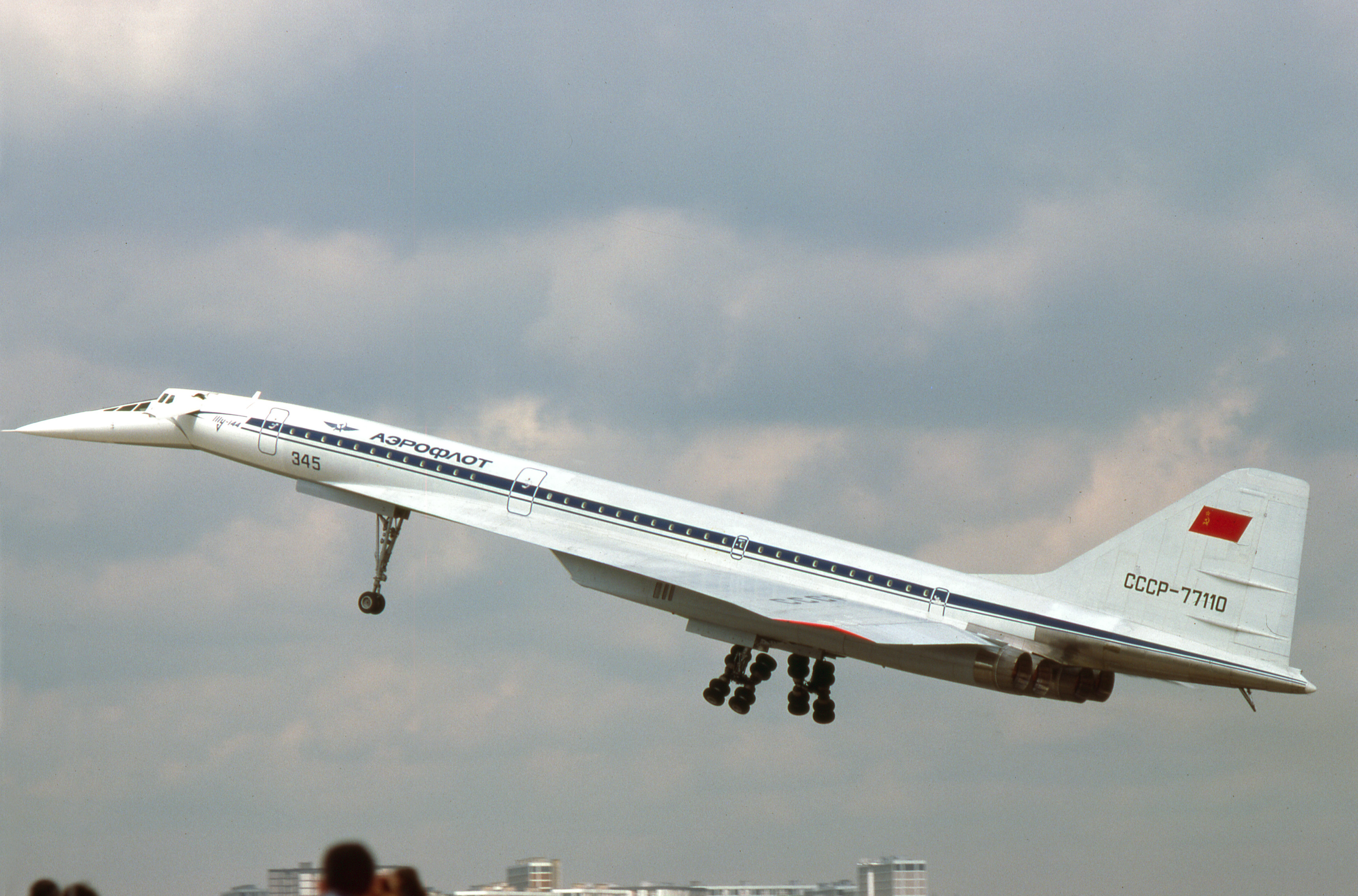
Tupolev Tu-144 da Aeroflot.

Em janeiro de 1971 a Central de Administração do Tráfego Aéreo Internacional estabeleceu com o âmbito da IATA, e foi a única empresa autorizada a operar voos internacionais. Em outros países ficou conhecida como Aeroflot Soviet Airlines. No ano de 1976 transportou seu milionésimo passageiro. Seus voos foram concentrados em torno da União Soviética, mas ela também teve uma rede internacional que abrangeu cinco continentes: América do Sul e do Norte, Europa, África e Ásia. A rede inclui países como Estados Unidos, Canadá, Reino Unido, Espanha, Cuba, México e a República Popular da China. Desde os anos 70s alguns voos transatlânticos foram feitos usando o aeroporto de Shannon na Irlanda como parada intermediária, porque esse era o aeroporto não-OTAN na Europa.

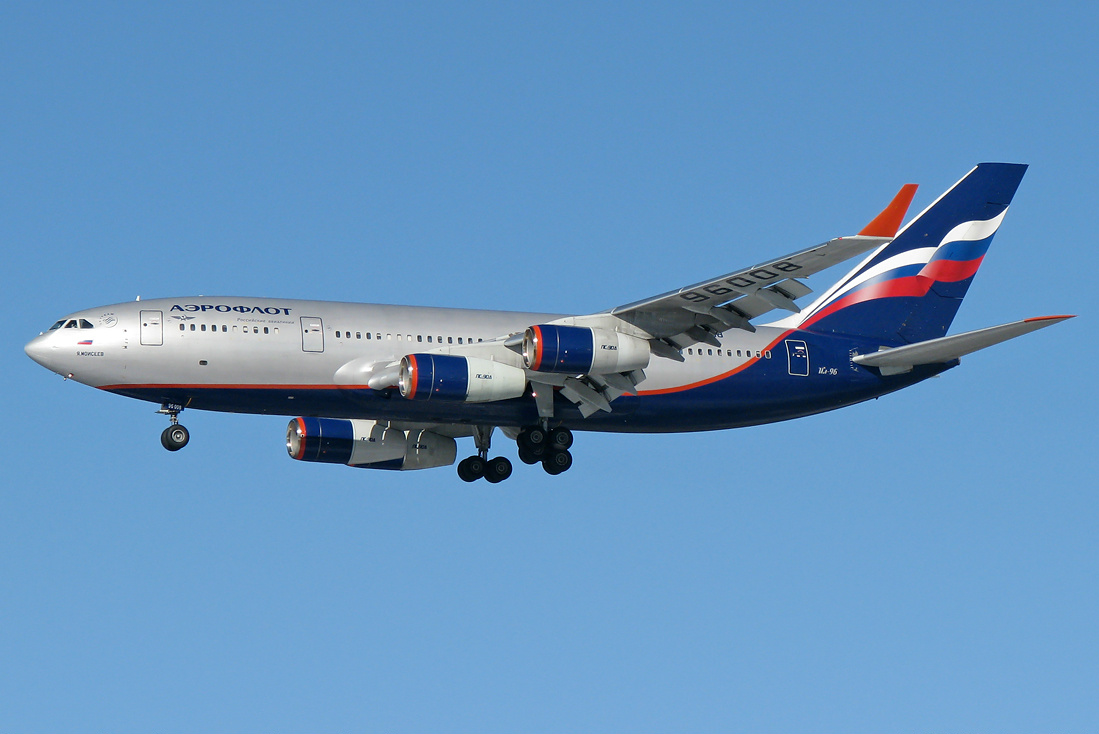
Ilyushin Il-96-300 da Aeroflot.

O serviço da Aeroflot entre a União Soviética e os EUA foi interrompido em 15 de Setembro de 1983 até 2 de Agosto de 1990, seguindo uma ordem executiva do então Presidente dos EUA, Ronald Reagan, revogando a licença da Aeroflot de operar voos dentro e fora dos EUA  devido a queda do Voo 007 da Korean Air Lines pela Força Aérea Soviética. No começo dos anos 90s a Aeroflot se reorganizou dando mais autonomia para divisões territoriais. Na década de 1990, REG Davies, ex-curador do Instituto Smithsonian, afirma que a Aeroflot teve mais de 600 000 pessoas que operavam mais de 10 000 aeronaves.
Em 1975, graças ao Tupolev Tu-144, a Aeroflot passou a dispor de um avião supersónico, que atingia os 2 500 km/hora, mais do que o concorrente europeu, o Concorde.
Em 1980, foi eleita a companhia aérea oficial dos Jogos Olímpicos de Moscou, tendo passado a utilizar um novo aeroporto em Moscou construído de propósito para o evento desportivo.
No final da década de 80, a Aeroflot tinha uma frota que rondava os 11 mil aviões e helicópteros (pois toda matrícula СССР na União Soviética era de propriedade da Aeroflot, independente se era aeronave civil ou militar na Rússia).
Em 1991, após o colapso da União Soviética, as novas repúblicas  fundaram suas próprias companhias aéreas, levando a profundas alterações na Aeroflot. A companhia dividiu a sua frota por mais de 400 empresas independentes.
Nessa altura a empresa começou a utilizar, pela primeira vez no sua história, aviões construídos fora da Rússia. O primeiro foi, em 1992, um europeu Airbus A310-300, seguido em 1993 por dois Boeing 767, de construção norte-americana.
Em 1995 a Aeroflot tornou-se uma empresa pública. Actualmente, tem mais de 100 destinos para mais de cinquenta países, sendo uma das principais companhias aéreas do mundo.

## Frota

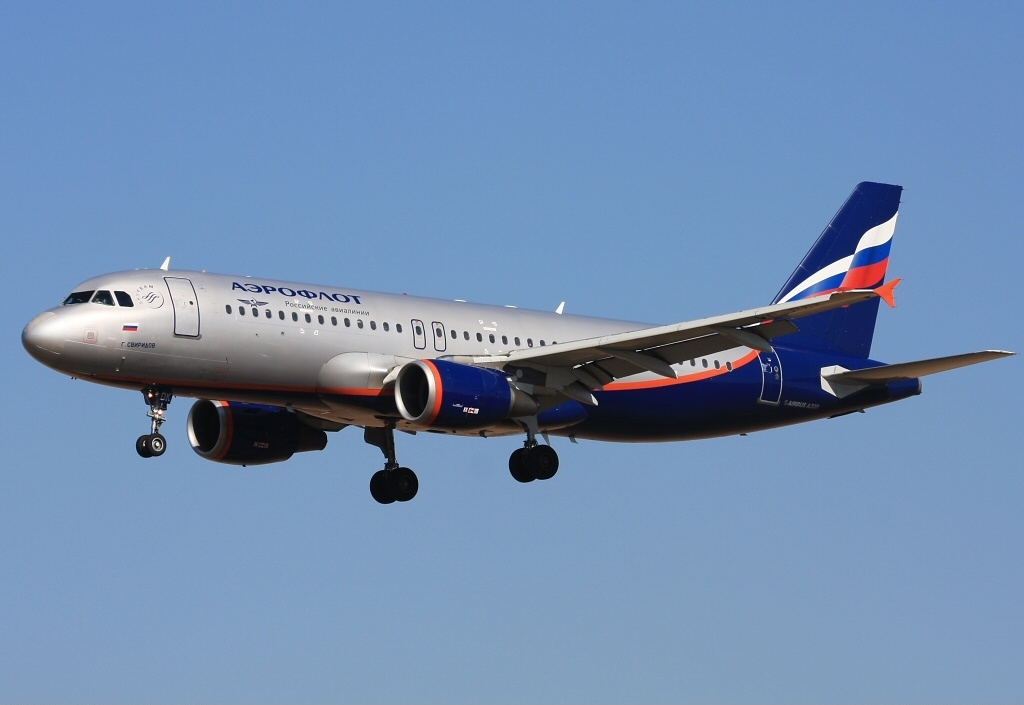
Airbus A320 da Aeroflot.

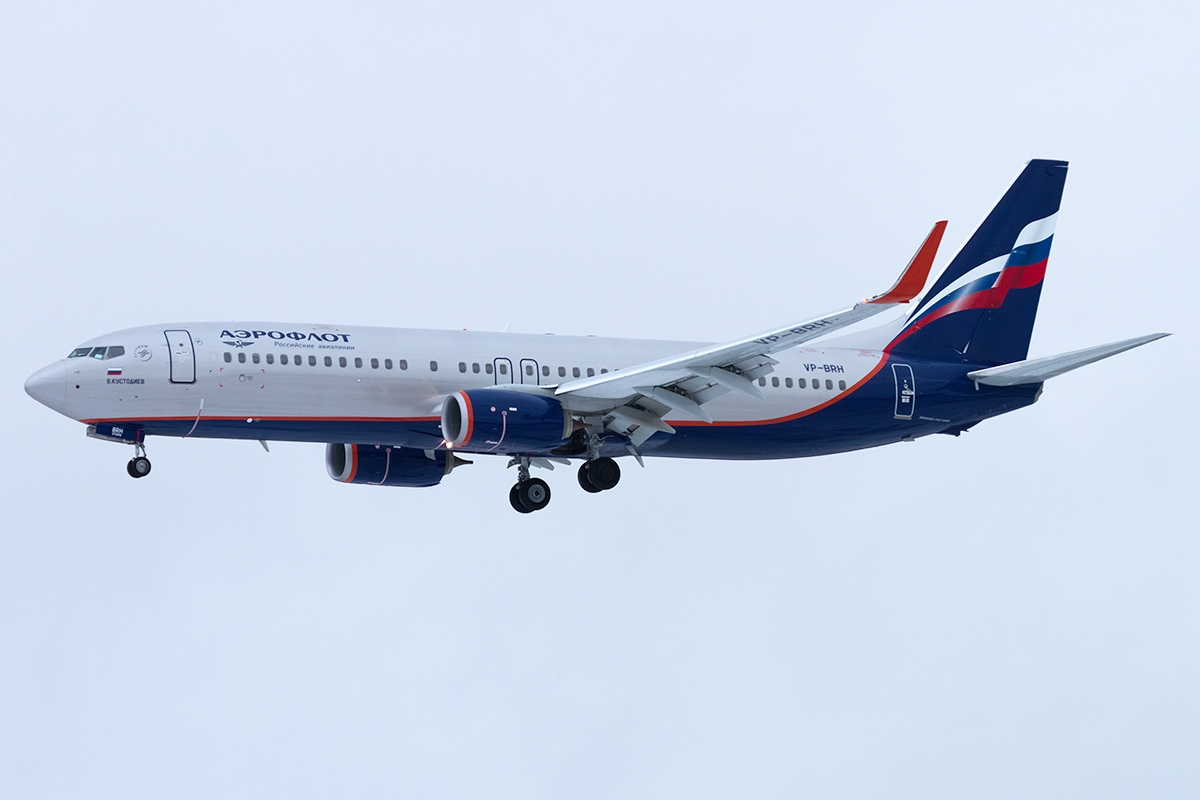
Boeing 737-800 da Aeroflot.

Á frota da Aeroflot em 2024 é composta por:
| Aeronaves              | ativos | pedidos | notas |
| ---------------------- | ------ | ------- | ----- |
| Airbus A320-200        | 52     |         |       |
| Airbus A320neo         | 6      |         |       |
| Airbus A321-200        | 32     |         |       |
| Airbus A321Neo         | 3      |         |       |
| Airbus A330-300        | 11     |         |       |
| Airbus A350-900        | 9      | 15      |       |
| Boeing 737-800         | 38     |         |       |
| Boeing 777-300ER       | 22     | 3       |       |
| Irkut MC-21-300        |        | 50      |       |
| Sukhoi Superjet 100-95 |        | 100     |       |
| Total                  | 173    | 190     |       |